# Revolutionäre Nationalversammlung (Tschechoslowakei)

Kleines Staatswappen der Ersten Tschechoslowakischen Republik

Die Revolutionäre Nationalversammlung (Revoluční národní shromáždění) oder Tschechoslowakische Nationalversammlung (Národní shromáždění československé) war das erste Parlament der Tschechoslowakischen Republik nach ihrer Gründung. Die Nationalversammlung bildete sich im November 1918 aus dem Tschechoslowakischen Nationalausschuss und wählte in ihrer ersten Sitzung die tschechoslowakische Regierung und den Präsidenten. Im Februar 1920 verabschiedete sie die Verfassung der Tschechoslowakischen Republik. Die Revolutionäre Nationalversammlung beendete ihre Tätigkeiten mit den Parlamentswahlen im April 1920.

## Entstehung und Tätigkeit
Die Bedingungen für die Bildung der Revolutionären Nationalversammlung und für die Wahl der Regierung schuf der Tschechoslowakische Nationalausschuss mit der Verabschiedung der Provisorischen Verfassung an seinem letzten Sitzungstag, dem 13. November 1918. Gleich am nächsten Tag wurde der Nationalausschuss zur Revolutionären Nationalversammlung mit einer Kammer umstrukturiert und auf 256 Abgeordnete erweitert. Später kamen noch 14 slowakische Abgeordnete dazu. Die Nationalversammlung wurde so zur einzigen Legislative des Landes. Das Datum 14. November 1918 markiert den Beginn der parlamentarischen Demokratie in der Tschechoslowakischen Republik.
In der angespannten Nachkriegssituation war nicht genügend Zeit für die Durchführung von Parlamentswahlen. Die Provisorische Verfassung legte deshalb fest, dass die Abgeordneten durch Kooptation (Zuwahl) auf der Grundlage der Ergebnisse der letzten Reichsratswahlen von 1911 gewählt werden. Da das Gremium nicht aus demokratischen Wahlen hervorging, nannte man es Revolutionäre Nationalversammlung. (Diese Bezeichnung hat man der Französischen Verfassung von 1791 entnommen.)

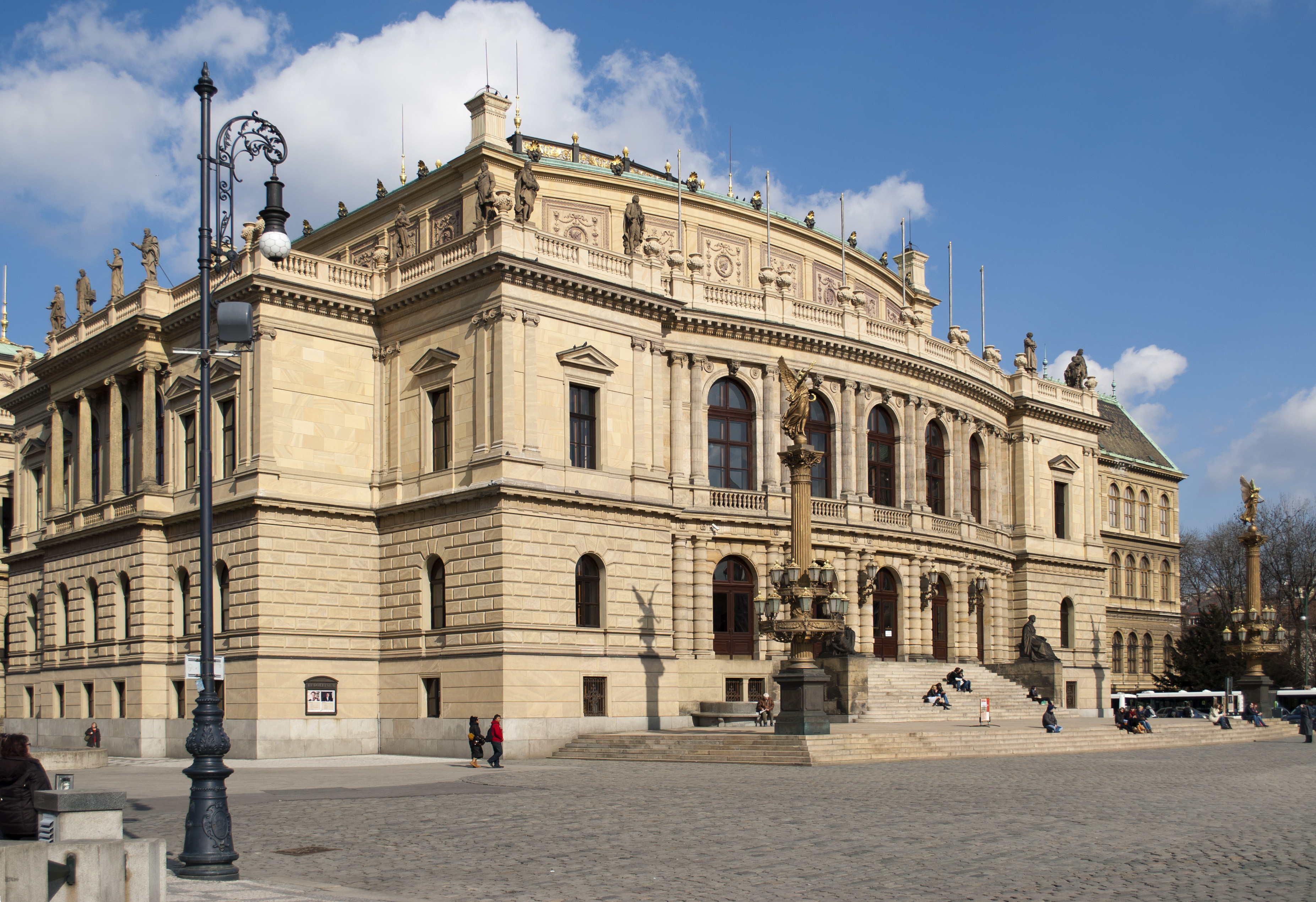
Rudolfinum in Prag. Die Nationalversammlung tagte hier 1919–1939.

Die Mandate waren folgendermaßen verteilt:
- Republikánská strana zemědělského a malorolnického lidu (Republikanische Partei des landwirtschaftlichen und kleinbäuerlichen Volkes, kurz Agrarpartei) – 55 Mandate
- Česká strana sociálně demokratická dělnická (Tschechische Sozialdemokratische Arbeiterpartei) – 53 Mandate
- Česká strana státoprávně demokratická (Tschechische staatsrechliche Demokratie) – 46 Mandate
- Slowakische Abgeordnete – 45 Mandate
- Československá strana socialistická (Tschechoslowakische Sozialistische Partei) – 35 Mandate
- Československá strana lidová (Tschechoslowakische Volkspartei) – 24 Mandate
- Die restlichen Mandate gingen auf weitere kooptierte Abgeordnete.

Im Parlament saßen nur tschechische und slowakische Abgeordnete, die deutsche und die ungarische Minderheit war nicht vertreten. Auch die Karpatenukraine, deren rechtliches Verhältnis zur Tschechoslowakei zu diesem Zeitpunkt noch unklar war, war nicht vertreten. Sitz der Nationalversammlung war das Prager Rudolfinum. Die ersten Sitzungen fanden aber im Palais Thun auf der Kleinseite statt.
In seiner ersten feierlichen Sitzung im Palais Thun am 14. November 1918 entzog die Revolutionäre Nationalversammlung der Habsburger-Lothringer Dynastie alle Rechte am Böhmischen Thron, erklärte den Staat zu einer Republik, wählte einstimmig Tomáš Garrigue Masaryk (in Abwesenheit) zum Präsidenten und wählte die erste Regierung des Ministerpräsidenten Karel Kramář.
Am 29. Februar 1920 verabschiedete die Nationalversammlung die neue Verfassung der Tschechoslowakischen Republik. Im April 1920 fanden Parlamentswahlen statt, aus denen die Nationalversammlung der Tschechoslowakischen Republik mit zwei Kammern, bestehend aus Senat und Abgeordnetenhaus, hervorging. Damit beendete die Revolutionäre Nationalversammlung ihre Tätigkeit.